# Селезёночник
Селезёночник (лат. Chrysosplénium) — род многолетних или однолетних растений семейства Камнеломковые (Saxifragaceae).

## Название
Название рода происходит от греч. χρυσός — золото и σπλήν — селезёнка, дано по золотистым цветкам и использованию растения при болезнях селезёнки.

## Ботаническое описание
Ползучее растение.

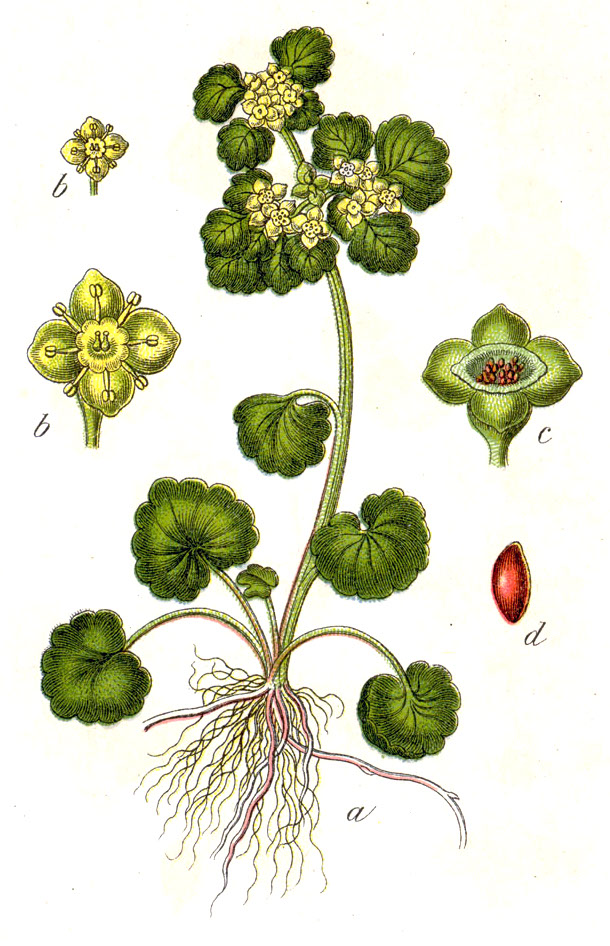
Селезёночник обыкновенный.

Стебель мясистый, голый или опушённый.
Листья очерёдные или супротивные, по краю надрезанные или зубчатые. Прикорневые в розетке или отсутствуют; стеблевые немногочисленные или отсутствуют; прицветные одиночные, окружают соцветие или цветки, обыкновенно отличаются от стеблевых и прикорневых, реже похожи на стеблевые.
Чашечка четырёхдольная, зеленоватая или жёлтая; тычинок — восемь, реже четыре; завязь почти нижняя или полунижняя.
Плод — одногнёздная коробочка, раскрывающаяся продольной щелью.

## Распространение и экология
Представители вида распространены в умеренной и холодной зонах Северного полушария, в Северной Африке и в умеренной зоне Южной Америки.
Произрастают главным образом в лесах и на высокогорьях.

## Классификация

### Таксономия
- Chrysosplenium L., 1753, Sp. Pl. : 398

Род Селезёночник включается в семейство Камнеломковые (Saxifragaceae) порядка Камнеломкоцветные (Saxifragales), последовательно входящего в более крупные клады Суперрозиды → Эвдикоты → Цветковые растения. Таксономическая схема в соответствии с Системой APG IV по состоянию на июнь 2024 года:
|  |                          |  |                                   |                                   |                         |  | еще 14 семейств |             |                  |                                                             |
|  |                          |  |                                   |                                   |                         |  |                 |             |                  | 77 подтвержденных видов и 10 видов, ожидающих подтверждения |
|  |                          |  |                                   | порядок Камнеломкоцветные         |                         |  |                 |             | род Селезёночник |                                                             |
|  |                          |  |                                   | порядок Камнеломкоцветные         |                         |  |                 |             | род Селезёночник |                                                             |
|  | клада Цветковые растения |  |                                   |                                   | семейство Камнеломковые |  |                 |             |                  |                                                             |
|  | клада Цветковые растения |  |                                   |                                   |                         |  |                 |             |                  |                                                             |
|  |                          |  | ещё 63 порядка цветковых растений | ещё 63 порядка цветковых растений |                         |  |                 | еще 34 рода | еще 34 рода      |                                                             |
|  |                          |  |                                   | ещё 63 порядка цветковых растений |                         |  |                 |             | еще 34 рода      |                                                             |

### Виды
Некоторые из них:
- Chrysosplenium alpinum (Schur) Schur — Селезёночник альпийский
- Chrysosplenium alternifolium L. — Селезёночник очерёднолистный, или Селезёночник обыкновенный
- Chrysosplenium americanum Schwein. ex Hook. — Селезёночник американский
- Chrysosplenium dubium J.Gay ex Ser. — Селезёночник сомнительный
- Chrysosplenium flagelliferum F.Schmidt — Селезёночник усатый
- Chrysosplenium flaviflorum Ohwi
- Chrysosplenium glechomifolium Nutt. — Селезёночник будролистный
- Chrysosplenium iowense Rydb. — Селезёночник айовский
- Chrysosplenium nudicaule Bunge — Селезёночник голостебельный
- Chrysosplenium oppositifolium L. typus[3], или Селезёночник супротивнолистный
- Chrysosplenium pilosum Maxim. — Селезёночник волосистый
- Chrysosplenium ramosum Maxim. — Селезёночник ветвистый
- Chrysosplenium rimosum Kom. — Селезёночник щелистый
- Chrysosplenium rosendahlii Packer — Селезёночник Розендаля
- Chrysosplenium sedakowii Turcz. — Селезёночник Седакова
- Chrysosplenium wrightii Franch. & Sav. — Селезёночник Райта